# 1838 في الولايات المتحدة
فيما يلي قوائم الأحداث التي وقعت خلال عام 1838 في الولايات المتحدة.

## أحداث
- 19 يونيو – بيع عبيد جورجتاون عام 1838

## سياسة

### تعيين في المنصب
- 5 يوليو – فيليكس جراندي نائب عام الولايات المتحدة.
- 27 نوفمبر – انجليكا سينغلتون فان بورين السيدة الأولى للولايات المتحدة.
- 7 ديسمبر – توماس كارلن حاكم إلينوي [الإنجليزية]‏.
- 10 ديسمبر – بنيامين فرانكلين بتلر محامي الولايات المتحدة للمنطقة الجنوبية من نيويورك [الإنجليزية]‏.
- 31 ديسمبر – ديفيد جي بيرنت وزير خارجية تكساس [الإنجليزية]‏.

### انتهاء فترة المنصب
- 31 ديسمبر – ويليام مارسي حاكم نيويورك [الإنجليزية]‏.
- 2 مايو – جون براون فرانسيس حاكم رود آيلاند [الإنجليزية]‏.
- 4 يوليو – بنيامين فرانكلين بتلر نائب عام الولايات المتحدة.
- 4 يوليو – فيليكس جراندي عضو مجلس الشيوخ الأمريكي.
- 7 ديسمبر – جوزيف دنكان حاكم إلينوي [الإنجليزية]‏.
- 31 ديسمبر – ويليام مارسي حاكم نيويورك [الإنجليزية]‏.

## ظهور
- 1 يناير – ليجيا

## كتب
من الكتب التي صدرت هذه السنة في الولايات المتحدة:
- 1 يناير – الديمقراطي الأمريكي من تأليف جيمس فينيمور كوبر.
- 1 يوليو – حكاية آرثر غوردن بيم من نانتاكيت من تأليف إدغار آلان بو.

## مواليد

### يناير
- 4 يناير – تشارلس شيروود ستراتون[1]
- 29 يناير – إدوارد مورلي[2]

### فبراير
- 12 فبراير – ديفيد باترسون داير سياسي أمريكي.[3]
- 16 فبراير – هنري بروكس آدمز[4]

### مارس
- 3 مارس – جورج وليام هيل[5]
- 25 مارس – إلويل ستيفن أوتيس ضابط من الولايات المتحدة الأمريكية.[6]

### أبريل
- 12 أبريل – جون شو بيلينغز[7]

### مايو
- 10 مايو – جون ويلكس بوث

### يوليو
- 8 يوليو – إيلي ليلي[8]
- 19 يوليو – جويل ألين[9]
- 22 يوليو – هنري سميث[10]

### سبتمبر
- 2 سبتمبر – ليليوكالاني[11]
- 23 سبتمبر – فكتوريا وودهل[12]
- 29 سبتمبر – هنري ريتشاردسون مهندس معماري أمريكي.[13]

### أكتوبر
- 8 أكتوبر – جون هاي[14]
- 15 أكتوبر – إسحاق باركر سياسي أمريكي.[15]
- 24 أكتوبر – آني إديسون تايلور معلمة من الولايات المتحدة الأمريكية.[16]
- 27 أكتوبر – جون ديفيس طويل سياسي أمريكي.[17]

### ديسمبر
- 3 ديسمبر – كليفلاند آبي[18]
- 17 ديسمبر – جورج بوست عالم نبات أمريكي.[19]

## وفيات

### يناير
- 20 يناير – أوسيولا (مواليد 1804) سياسي من الولايات المتحدة الأمريكية.

### مارس
- 3 مارس – جون ستيفنز (مواليد 1749)
- 16 مارس – ناثانيل بوديتش (مواليد 1773)[20]
- 26 مارس – وليام هنري اشلي (مواليد 1778) سياسي أمريكي.[21]

### أبريل
- 1 أبريل – إسحاق مكيم (مواليد 1775) سياسي أمريكي.[22]

### مايو
- 8 مايو – يوآب لولر (مواليد 1796) سياسي أمريكي.[23]

### سبتمبر
- 1 سبتمبر – وليام كلارك (مواليد 1770) سياسي أمريكي.[24]

### أكتوبر
- 3 أكتوبر – بلاك هوك (مواليد 1767)[25]

### نوفمبر
- 15 نوفمبر – جون رون (مواليد 1766) سياسي أمريكي.
- 17 نوفمبر – توماس دافنبورت (مواليد 1778) سياسي أمريكي.